# Американська Середньоконтинентальна рифтова система

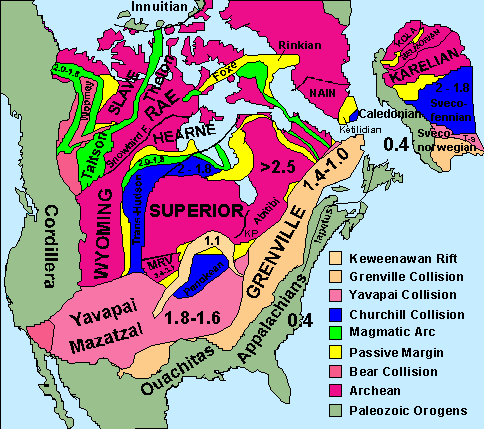
Геологічна мапа Північної Америки. Рифт Ківіно позначено білим

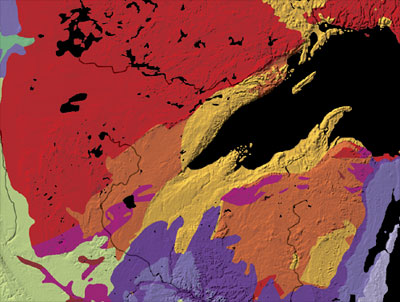
Рифтові породи позначені жовтим навколо озера Верхнє (позначено чорним)

Американська Середньоконтинентальна рифтова система або Рифт Ківіно є 2000 км завдовжки геологічний рифт в центральній частині Північноамериканського континенту і південно-центральній частині Північноамериканської плити. Вона утворилася, коли континентальна зона північноамериканського кратону, зазнала розділ, за часів мезопротерозою, близько 1,1 млрд років тому. Але рифт не мав розвитку, і був похований пізніше товстим шаром породи уздовж більшої частини західного і східного авлакогену.
Ці авлакогени мають з'єднання під озером Верхнє, яке розташовано в рифтовій долині. Північний берег озера в провінції Онтаріо та штаті Міннесота є північним авлакогеном рифтової системи. Від трійника на схід авлакоген прямує півднем центру Мічигана. Західний авлакоген прямує від озера Верхнє на південний захід через штату Вісконсин, Міннесота, Айова та Небраска до північного сходу Канзасу.

## Утворення і затухання
Гірські породи утворюючи рифт, складаються з габро і гранітів утворені материнською магмою і базальтовою магмою з лави. Авлакоген, можливо, був результатом дії гарячих точок, які підготували трійник. Гарячі точки утворили купол, покриваючий область озера Верхнє. Базальтова лава прямувала від центральної осі розколу, схожою на сьогоденне рифтоутворення в Афарській улоговині Східно-Африканської рифтової системи. На південно-захід і південь прямують два авлакогену трійнику, а третій авлакоген прямує на північ Онтаріо, як затока 
Ніпігон. Цей апвелінг має в своєму складі озеро Ніпігон, Онтаріо.
Цілком можливо, що рифт був дією Гренвільського орогенезу на сході, що відбувався в той же час. Пізніше стискаючи сили Гренвільського орогенезу призвели до припинення рифтогенезу. Якби рифтогенез тривав, урешті-решт відбулася б руйнація Північноамериканського кратону і створення моря. Середньоконтинентальний рифт, судячи по всьому, прогресував до точки інтрузії океану.  Але приблизно через 15-22 мільйонів років рифтогенез припинився
Середньоконтинентальний рифт є найглибшим не здійсненним рифтом серед виявлених

## Рифт сьогодні
Озеро Верхнє займає басейн утворений рифтом. Біля озера породи утворені рифтогенезом можуть бути знайдені на поверхні півострова Ківіно. Але в більшості випадків рифт похований під пізнішими осадовими породами до 9 км товщиною.